# エゾユキウサギ

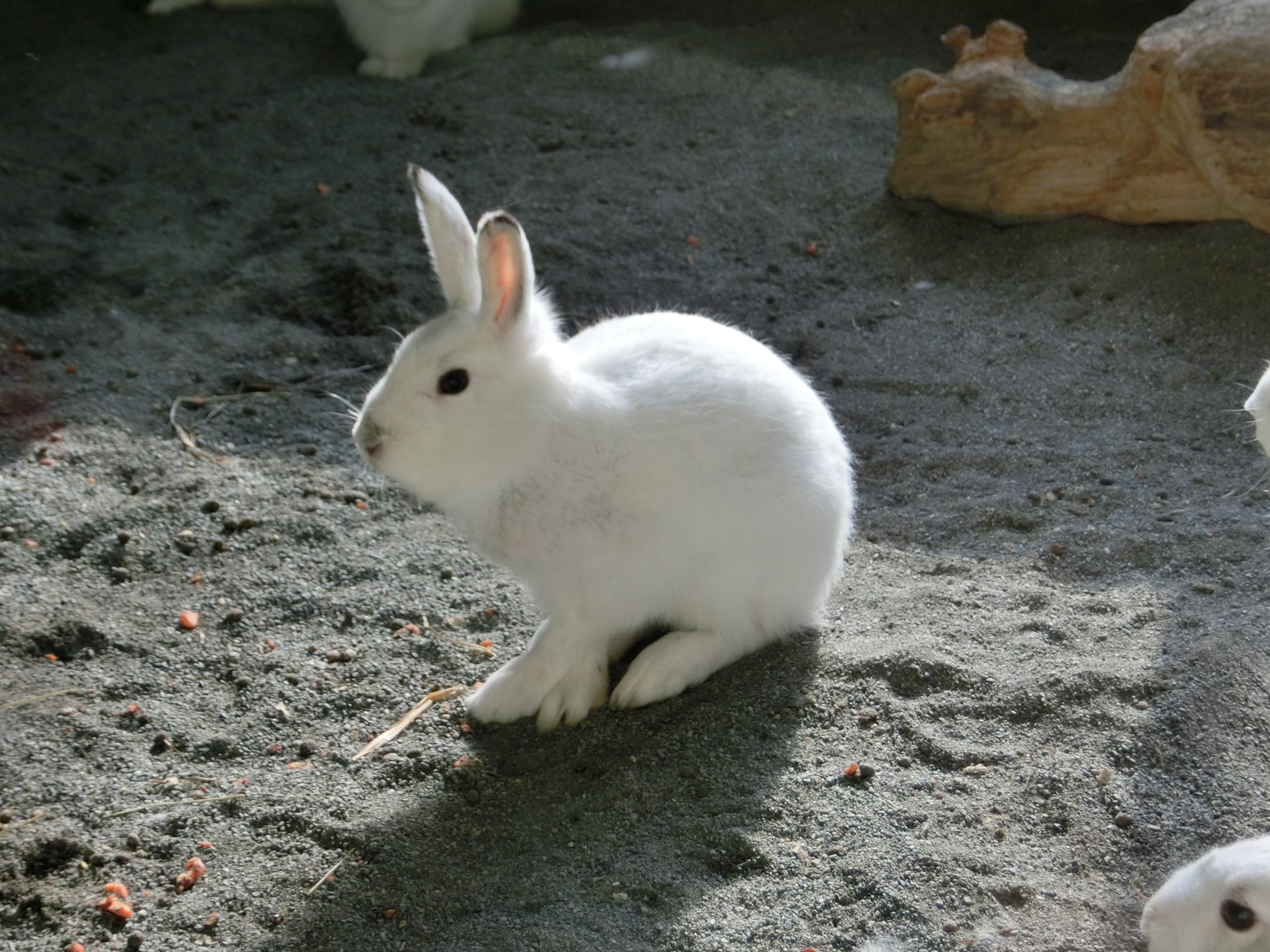
冬毛のエゾユキウサギ（札幌市円山動物園）

エゾユキウサギ（Lepus timidus ainu）は、ウサギ目ウサギ科ノウサギ属ユキウサギの亜種で、
北海道の平野部から亜高山帯まで広範囲に及ぶ環境下に生息するウサギである。
本亜種の呼称は以前はエゾノウサギであったが、研究の結果本州以南に生息するニホンノウサギの亜種ではなく、ユキウサギの亜種であることが判明し、エゾユキウサギと呼称されるようになった。ユキウサギの学名のラテン語Lepus timidusの意味は「臆病なウサギ」である。Lepusが「ウサギ」、timidusは「臆病な」。学名が示すように本亜種は用心深く、昼は身を隠していることが多い。エゾノウサギ（蝦夷野兎）の呼称も使用されることがあるが、ユキウサギという呼称は本州以南のノウサギと区別するためのものである。和名 エゾノウサギ（蝦夷野兎）の命名者は岸田久吉。

## 分布
本亜種は冒頭で述べたとおり北海道の平野部から亜高山帯に生息している。
種のユキウサギは世界中に16亜種あり、イギリス、ヨーロッパ、ロシア、樺太島（サハリン島）、国後島にかけて分布する。

## 特徴
成獣の大きさにはオスとメスの差はほとんどなく、体長は50 - 60 cm（センチメートル）、尾長は5 - 8 cm、耳長は7 - 8 cm、体重は1.6 - 3.95 kg（キログラム）。新生子の大きさは、体長約12 cm、体重は約110 g（グラム）。本亜種は日本の野生種のウサギとしては最大であるが、本州以南のノウサギと比較すると、体格に対して耳が小さい。これは寒冷地に生息しているので、耳からの体温の放熱を抑えるためと考えられ、ベルクマンの法則に当てはまる。尾はニホンノウサギよりも長い。
エゾユキウサギは冬季とそれ以外の季節で毛色が異る。夏毛は全体はほぼ褐色から灰褐色で腹面、脚、耳介（先端を除く）は白色から灰白色。冬毛は白色である。耳介の縁は白色であるが、先端部は1年を通して黒色である。換毛期は、夏毛から冬毛へは9月下旬から12月上旬、冬毛から夏毛へは3月下旬から6月上旬。積雪期以外の時期でも白化している時期がある。足の裏には毛が密生し、かんじきのような役割を果たし、雪上でも滑りにくい。その小さな体に比して、足は非常に大きく、その力強い足から生み出される走力は、日本の哺乳類で最速とされる。時速80 km/hで走ることが可能。
歯数は、切歯が上4本下2本、犬歯は無し、前臼歯は上が6本下4本、後臼歯は上6本下6本、合計28本。乳頭数は、胸部に2対、腹部に2対、合計8個。指趾数（指の数）は、前肢が5本、後肢が4本、合計18本。

### 白化の機構
本亜種の毛色は、前述のとおり夏季は褐色、冬季は白色であるが、これまでの研究により、白化は日照時間が短くなることに起因していると考えられる。そして白化の進行速度は生息地の気温や積雪などの気象条件の影響を受ける。夏毛への換毛は日照時間が長くなることと気温が高くなることが相互に影響し合って始まる。しかし白化の機構は単純なものではなく、本亜種を冬の日照時間が短く冷涼な気候の高緯度に位置する北海道（札幌は北緯43度）から日照時間が長く温暖な低緯度の東京（北緯35度）に移送して飼育した例では6年連続して白化した。ノルウェーから温暖な島に移送されたユキウサギ他亜種の例では、移送後数年間は白化したが、世代交代を経て40年経過後にはほとんどのユキウサギが白化しなかった。白化の機構の全容はまだ明らかになっていない。巣を作らない本亜種は根雪に穴を掘って身を隠すことはあるが、天敵から身を隠すのに必要である安定した安全な場所（巣）を持たないため、積雪期に白化する機構を持つようになったと推考できる（→白化した本亜種の写真）。

## 生態
鳴き声は、飼育されている本亜種が「キーキー」「クィークィー」と鳴くことが観察されている。
活動は主に夜であるが、冬になると昼も活動する。食性は草食で、夏期など草が茂っている時期は草を食べる。畑の野菜を食べたりもする。冬季の積雪期は樹皮や、樹木の葉や枝、根雪に穴を掘って進み雪の下に生えている草を食べる。根雪に穴を掘る目的は、雪の下の草を食べることだけではなく、隠れ家として穴を奥行き50 cm - 1.5 m（メートル）
ほど掘り、穴の中に身を隠している。行動圏はおよそ10 - 20 ha（ヘクタール）で、他のユキウサギ亜種よりも狭い。
寿命は4年未満、平均で1年強で、成獣になる生存率は10 - 20%程度である。

### 繁殖
繁殖期は2月下旬から7月で、出産時期は4月から8月下旬、妊娠期間は約50日。出産する子ウサギ数は1 - 6頭で、通常は2 - 4頭出産し、1個体の出産回数はその年の繁殖期に通常1,2回、多い場合でも3回。出産場所は天敵から十分に身を隠せる背丈のある草地で、出産のための巣は作らず、草の上に出産する。生まれた子ウサギは眼や耳が開いていて視力と聴力があり、体毛も生えている。出産後、母ウサギは子ウサギから離れて行動し、授乳のときだけ子ウサギのもとにやって来る。離乳時期は生後3 - 4週目。離乳期とほぼ同じ時期に子ウサギは親離れして独立して行動し始め、翌年から繁殖が可能となる（→子ウサギの写真）。

## 個体数減少
本亜種は狩猟獣で、年間数万頭も捕獲できた時期もあったが、近年は数百頭にまで減少している。生息数調査においても1985年には0.05頭/haであった生息密度が、1990年には0.01頭/haに減少した。主な原因としてあげられているのが、植林地や農耕地の減少に伴う生息地の減少、天敵であるキタキツネの増加、ニホンイタチの移入が原因とされる。また、ユキウサギ他亜種は個体数の変動に周期性が見られ、北欧で2 - 3年周期、スコットランドやロシアでは8 - 12年周期であるが、エゾユキウサギにおいてもこのような個体数の変動が原因の一つとなっているかどうかは不明である。本亜種は食物連鎖の底辺に位置する被食者であるため、エゾユキウサギの減少は捕食者である猛禽類などの個体数にも影響を与えるため、本亜種の個体数減少の原因究明が急務である。

## 切手
2014年（平成26年）3月3日発売の2円普通切手の意匠となった。